# Delray Beach Open
Il Delray Beach Open, noto anche come Delray Beach Open presented by VITACOST.com per motivi di sponsorizzazione, è un torneo di tennis maschile che si svolge annualmente a Delray Beach in Florida, su campi in cemento. Il torneo dal 1993 al 1998 il torneo è stato giocato a Coral Springs. Attualmente si gioca a Delray Beach nel mese di febbraio. È l'unico torneo ATP in cui si svolge dal 2001 anche l'ATP Champions Tour, in un unico grande evento.
L'edizione del 2004 venne spostata a settembre per lasciare spazio all'Olimpiade estiva. Quella del 2021 è stata anticipata a gennaio con il limite di 2000 spettatori per lasciare il posto all'Australian Open posticipato per via della pandemia di covid-19. La stessa edizione ha  anche ricevuto il premio Outstanding Facility Award da parte dell'USTA, l'associazione tennistica americana.

## Albo d'oro

### Singolare
| Località      | Anno | Vincitore               | Finalista                   | Punteggio           |
| ------------- | ---- | ----------------------- | --------------------------- | ------------------- |
| Delray Beach  | 2025 | Miomir Kecmanović       | Alejandro Davidovich Fokina | 3–6, 6–1, 7–5       |
| Delray Beach  | 2024 | Taylor Fritz (2)        | Tommy Paul                  | 6–2, 6–3            |
| Delray Beach  | 2023 | Taylor Fritz (1)        | Miomir Kecmanović           | 6–0, 5–7, 6–2       |
| Delray Beach  | 2022 | Cameron Norrie          | Reilly Opelka               | 7–6(1), 7–6(4)      |
| Delray Beach  | 2021 | Hubert Hurkacz          | Sebastian Korda             | 6–3, 6–3            |
| Delray Beach  | 2020 | Reilly Opelka           | Yoshihito Nishioka          | 7–5, 6(4)–7, 6–2    |
| Delray Beach  | 2019 | Radu Albot              | Daniel Evans                | 3–6, 6–3, 7–6(7)    |
| Delray Beach  | 2018 | Frances Tiafoe          | Peter Gojowczyk             | 6–1, 6–4            |
| Delray Beach  | 2017 | Jack Sock               | Milos Raonic                | Walkover            |
| Delray Beach  | 2016 | Sam Querrey             | Rajeev Ram                  | 6–4, 7–6(6)         |
| Delray Beach  | 2015 | Ivo Karlović            | Donald Young                | 6–3, 6–3            |
| Delray Beach  | 2014 | Marin Čilić             | Kevin Anderson              | 7–6(6), 6(7)–7, 6–4 |
| Delray Beach  | 2013 | Ernests Gulbis (2)      | Édouard Roger-Vasselin      | 7–6(3), 6–3         |
| Delray Beach  | 2012 | Kevin Anderson          | Marinko Matosevic           | 6–4, 7–6(2)         |
| Delray Beach  | 2011 | Juan Martín del Potro   | Janko Tipsarević            | 6–4, 6–4            |
| Delray Beach  | 2010 | Ernests Gulbis (1)      | Ivo Karlović                | 6–2, 6–3            |
| Delray Beach  | 2009 | Mardy Fish              | Evgenij Korolëv             | 7–5, 6–3            |
| Delray Beach  | 2008 | Kei Nishikori           | James Blake                 | 3–6, 6–1, 6–4       |
| Delray Beach  | 2007 | Xavier Malisse (2)      | James Blake                 | 5–7, 6–4, 6–4       |
| Delray Beach  | 2006 | Tommy Haas              | Xavier Malisse              | 6–3, 3–6, 7–6(5)    |
| Delray Beach  | 2005 | Xavier Malisse (1)      | Jiří Novák                  | 7–6(6), 6–2         |
| Delray Beach  | 2004 | Ricardo Mello           | Vince Spadea                | 7–6(2), 6–3         |
| Delray Beach  | 2003 | Jan-Michael Gambill (2) | Mardy Fish                  | 6–0, 7–6(5)         |
| Delray Beach  | 2002 | Davide Sanguinetti      | Andy Roddick                | 6–4, 4–6, 6–4       |
| Delray Beach  | 2001 | Jan-Michael Gambill (1) | Xavier Malisse              | 7–5, 6–4            |
| Delray Beach  | 2000 | Stefan Koubek           | Álex Calatrava              | 6–1, 4–6, 6–4       |
| Delray Beach  | 1999 | Lleyton Hewitt          | Xavier Malisse              | 6–4, 6(2)–7, 6–1    |
| Coral Springs | 1998 | Andrew Ilie             | Davide Sanguinetti          | 7–5, 6–4            |
| Coral Springs | 1997 | Jason Stoltenberg (2)   | Jonas Björkman              | 6–0, 2–6, 7–5       |
| Coral Springs | 1996 | Jason Stoltenberg (1)   | Chris Woodruff              | 7–6(4), 2–6, 7–5    |
| Coral Springs | 1995 | Todd Woodbridge         | Greg Rusedski               | 6–4, 6–2            |
| Coral Springs | 1994 | Luiz Mattar             | Jamie Morgan                | 6–4, 3–6, 6–3       |
| Coral Springs | 1993 | Todd Martin             | David Wheaton               | 6–3, 6–4            |

### Doppio
| Località      | Anno | Vincitori                                 | Finalisti                                 | Punteggio              |
| ------------- | ---- | ----------------------------------------- | ----------------------------------------- | ---------------------- |
| Delray Beach  | 2025 | Miomir Kecmanović Brandon Nakashima       | Christian Harrison Evan King              | 7–6(3), 1–6, [10–3]    |
| Delray Beach  | 2024 | Julian Cash Robert Galloway               | Santiago González Neal Skupski            | 5–7, 7–5, [10–2]       |
| Delray Beach  | 2023 | Marcelo Arévalo (2) Jean-Julien Rojer (2) | Rinky Hijikata Reese Stalder              | 6–3, 6–4               |
| Delray Beach  | 2022 | Marcelo Arévalo (1) Jean-Julien Rojer (1) | Oleksandr Nedovjesov Aisam-ul-Haq Qureshi | 6–2, 6(5)–7, [10–4]    |
| Delray Beach  | 2021 | Ariel Behar Gonzalo Escobar               | Christian Harrison Ryan Harrison          | 6(5)–7, 7–6(4), [10–4] |
| Delray Beach  | 2020 | Bob Bryan (6) Mike Bryan (6)              | Luke Bambridge Ben McLachlan              | 3–6, 7–5, [10–5]       |
| Delray Beach  | 2019 | Bob Bryan (5) Mike Bryan (5)              | Ken Skupski Neal Skupski                  | 7–6(5), 6–4            |
| Delray Beach  | 2018 | Jack Sock (2) Jackson Withrow             | Nicholas Monroe John-Patrick Smith        | 4–6, 6–4, [10–8]       |
| Delray Beach  | 2017 | Raven Klaasen Rajeev Ram (2)              | Treat Huey Maks Mirny                     | 7–5, 7–5               |
| Delray Beach  | 2016 | Oliver Marach Fabrice Martin              | Bob Bryan Mike Bryan                      | 3–6, 7–6(7), [13–11]   |
| Delray Beach  | 2015 | Bob Bryan (4) Mike Bryan (4)              | Raven Klaasen Leander Paes                | 6–3, 3–6, [10–6]       |
| Delray Beach  | 2014 | Bob Bryan (3) Mike Bryan (3)              | František Čermák Michail Elgin            | 6–2, 6–3               |
| Delray Beach  | 2013 | James Blake Jack Sock (1)                 | Maks Mirny Horia Tecău                    | 6–4, 6–4               |
| Delray Beach  | 2012 | Colin Fleming Ross Hutchins               | Michal Mertiňák André Sá                  | 2–6, 7–6(5), [15–13]   |
| Delray Beach  | 2011 | Scott Lipsky Rajeev Ram (1)               | Christopher Kas Alexander Peya            | 4–6, 6–4, [10–3]       |
| Delray Beach  | 2010 | Bob Bryan (2) Mike Bryan (2)              | Philipp Marx Igor Zelenay                 | 6–3, 7–6(3)            |
| Delray Beach  | 2009 | Bob Bryan (1) Mike Bryan (1)              | Marcelo Melo André Sá                     | 6–4, 6–4               |
| Delray Beach  | 2008 | Maks Mirny (2) Jamie Murray               | Bob Bryan Mike Bryan                      | 6–4, 3–6, [10–6]       |
| Delray Beach  | 2007 | Hugo Armando Xavier Malisse               | James Auckland Stephen Huss               | 6–3, 6(4)–7, [10–5]    |
| Delray Beach  | 2006 | Mark Knowles Daniel Nestor                | Chris Haggard Wesley Moodie               | 6–2, 6–3               |
| Delray Beach  | 2005 | Simon Aspelin Todd Perry                  | Jordan Kerr Jim Thomas                    | 6–3, 6–3               |
| Delray Beach  | 2004 | Leander Paes (2) Radek Štěpánek           | Gastón Etlis Martín Rodríguez             | 6–0, 6–3               |
| Delray Beach  | 2003 | Leander Paes (1) Nenad Zimonjić (3)       | Raemon Sluiter Martin Verkerk             | 7–5, 3–6, 7–5          |
| Delray Beach  | 2002 | Martin Damm Cyril Suk                     | David Adams Ben Ellwood                   | 6–4, 6(5)–7, [10–5]    |
| Delray Beach  | 2001 | Jan-Michael Gambill Andy Roddick          | Thomas Shimada Myles Wakefield            | 6–3, 6–4               |
| Delray Beach  | 2000 | Brian MacPhie Nenad Zimonjić (2)          | Joshua Eagle Andrew Florent               | 7–5, 6–4               |
| Delray Beach  | 1999 | Maks Mirny (1) Nenad Zimonjić (1)         | Doug Flach Brian MacPhie                  | 7–6(3), 3–6, 6–3       |
| Coral Springs | 1998 | Grant Stafford Kevin Ullyett              | Mark Merklein Vince Spadea                | 7–5, 6–4               |
| Coral Springs | 1997 | Dave Randall Greg Van Emburgh             | Luke Jensen Murphy Jensen                 | 6(2)–7, 6–2, 7–6(2)    |
| Coral Springs | 1996 | Todd Woodbridge (2) Mark Woodforde (2)    | Ivan Baron Brett Hansen–Dent              | 6–3, 6–3               |
| Coral Springs | 1995 | Todd Woodbridge (1) Mark Woodforde (1)    | Sergio Casal Emilio Sánchez               | 6–3, 6–1               |
| Coral Springs | 1994 | Lan Bale Brett Steven                     | Ken Flach Stéphane Simian                 | 6–3, 7–5               |
| Coral Springs | 1993 | Patrick McEnroe Jonathan Stark            | Paul Annacone Doug Flach                  | 6–4, 6–3               |

## Record

### Singolare

#### Plurivincitori
| Tennista            | Vittorie | Edizioni   |
| ------------------- | -------- | ---------- |
| Jason Stoltenberg   | 2        | 1996, 1997 |
| Jan-Michael Gambill | 2        | 2001, 2003 |
| Xavier Malisse      | 2        | 2005, 2007 |
| Ernests Gulbis      | 2        | 2010, 2013 |
| Taylor Fritz        | 2        | 2023, 2024 |

#### Vittorie per nazione
| Pos. | Nazione     | Titoli | Edizioni                                                   |
| ---- | ----------- | ------ | ---------------------------------------------------------- |
| 1    | Stati Uniti | 10     | 1993, 2001, 2003, 2009, 2016, 2017, 2018, 2020, 2023, 2024 |
| 2    | Australia   | 5      | 1995, 1996, 1997, 1998, 1999                               |
| 3    | Brasile     | 2      | 1994, 2004                                                 |
| 3    | Belgio      | 2      | 2005, 2007                                                 |
| 3    | Lettonia    | 2      | 2010, 2013                                                 |
| 3    | Croazia     | 2      | 2014, 2015                                                 |
| 7    | Austria     | 1      | 2000                                                       |
| 7    | Italia      | 1      | 2002                                                       |
| 7    | Germania    | 1      | 2006                                                       |
| 7    | Giappone    | 1      | 2008                                                       |
| 7    | Argentina   | 1      | 2011                                                       |
| 7    | Sudafrica   | 1      | 2012                                                       |
| 7    | Moldavia    | 1      | 2019                                                       |
| 7    | Polonia     | 1      | 2021                                                       |
| 7    | Regno Unito | 1      | 2022                                                       |